# WILD HEAVEN
「WILD HEAVEN」（ワイルド・ヘヴン）は、TMNの26枚目のシングル。

## 背景
オリジナルアルバムには収録されておらず、ベストアルバムを中心に収録されている（これ以降のTMNの楽曲は1994年のTMN終了までオリジナルアルバムは1枚も発売されていないため、オリジナルアルバムにはいずれにも収録されていない）。

## 制作

### WILD HEAVEN
テレビ朝日系ドラマ『ララバイ刑事'91』のオープニングテーマとして使用された。
作詞は1990年9月のTMNのリニューアル後初のシングル「TIME TO COUNT DOWN」以来、約1年ぶりに小室みつ子が担当している。テーマは小室より「スティーヴン・スピルバーグみたいに夜のロサンゼルスや高速道路を俯瞰しているイメージで」とみつ子に指示した。宇都宮は「TMの香りがする」とコメントしている。
『EXPO』用にレコーディングした音源では、生のドラム・ギターが主体のアレンジでミキシングまで終わっていたが、いまだもって未発表のままである。構成は「Tour TMN EXPO」で披露されたアレンジに近かった。
シングル化の際にドラムパートは打ち込みで構成されたバックトラックにアレンジし直し、ボーカルを全て録り直し、ミキシングもやり直した。

### DREAMS OF CHRISTMAS ('91 NY MIX)
シングル「RHYTHM RED BEAT BLACK」のカップリングとして収録されている同曲のリミックスバージョンである。原曲版との相違点は、1サビ後の2Aメロ（木根のボーカルパート）以降、原曲ではなかった阿部薫によるドラムが加わっており、さらに原曲版ではアウトロがカットアウトしているのに対し、本作ではフェードアウトしている。また、これまではアルバム未収録曲ではあったが、原曲版・リミックス版ともに2004年リリースの『Welcome to the FANKS!』に初収録されている。

## 音楽性

### WILD HEAVEN
1991年9月に発売されたアルバム『EXPO』レコーディングの真っ只中の時に作られた曲で、当初は同アルバムに収録して後にリカットさせる予定だった楽曲であるが、この曲をどういう曲順に並べ替えてもボーナス・トラックのようになってしまったとのことで、収録を見合わせた曲である。シングルカットの予定も無かったが「Self Control」と同様に音楽雑誌の編集部の知り合いからの評判が良く、シングル化が決定した。

### DREAMS OF CHRISTMAS ('91 NY MIX)
ボーカルについては新録を検討したが、「あのときのスタジオの空気がはまっていて、すでに発表された曲を新たに歌い直すのは新曲を録音するより難しいと思う」と宇都宮の意向から、そのままになっている。小室哲哉は「毎年バージョンを変えてリリースしたい、いつかA面扱いになる日がくる」とインタビューで答えている。

## 収録曲
| 全編曲: 小室哲哉。 |                                      |            |                    |       |
| #                  | タイトル                             | 作詞       | 作曲               | 時間  |
| 1.                 | 「WILD HEAVEN」                      | 小室みつ子 | 小室哲哉           | 5:21  |
| 2.                 | 「DREAMS OF CHRISTMAS ('91 NY MIX)」 | 小室哲哉   | 木根尚登・小室哲哉 | 5:19  |
| 合計時間:          | 合計時間:                            | 合計時間:  | 合計時間:          | 10:40 |

## 収録アルバム
WILD HEAVEN
- TMN CLASSIX 2 (extended hard core mix)
- TETSUYA KOMURO PRESENTS TMN BLACK
- TMN final live LAST GROOVE 5.19 (ライブバージョン)
- TIME CAPSULE all the singles
- STAR BOX
- BEST TRACKS 〜A message to the next generation〜
- TM NETWORK SUPER BEST
- TM NETWORK THE SINGLES 2
- TM NETWORK ORIGINAL SINGLES 1984-1999
- TM NETWORK ORIGINAL SINGLE BACK TRACKS 1984-1999 (オリジナル・カラオケ)
- Gift from Fanks M
- LIVE HISTORIA T 〜TM NETWORK Live Sound Collection 1984-2015〜　(ライブバージョン)
- LIVE HISTORIA M 〜TM NETWORK Live Sound Collection 1984-2015〜　(ライブバージョン)

DREAMS OF CHRISTMAS ('91 NY MIX)
- Welcome to the FANKS! (オリジナルと'91 NY MIXを収録)
- TM NETWORK THE SINGLES 2
- TM NETWORK ORIGINAL SINGLES 1984-1999 (オリジナルバージョン)
- TM NETWORK ORIGINAL SINGLE BACK TRACKS 1984-1999 (オリジナルバージョン基調のオリジナル・カラオケ)